# Maximilian Beck (Philosoph)
Maximilian Beck (* 14. Februar 1887 in Pilsen; † 21. April 1950 in Little Rock) war ein deutscher Philosoph.

## Leben
Nach dem Besuch des Staatsgymnasiums in Pilsen studierte er Philosophie, erst ein Jahr in Wien, dann bis 1915 in München, wo er von Alexander Pfänder promoviert wurde. In den folgenden Jahren entstanden erst in München, dann ab 1924 in Berlin zahlreiche philosophische Schriften; 1923 heiratete er Anni Frank. Von 1928 bis 1936 gab er die Philosophischen Hefte heraus, musste aber 1933 nach Prag emigrieren, wo er an der Masaryk-Volkshochschule unterrichtete. Nach der deutschen Besetzung der Tschechoslowakei emigrierte er 1938 in die USA, wo er bis 1940 in New York lebte und dann bis 1944 als Research Fellow an der Yale University lehrte. Es folgten Lehrtätigkeiten am Wilson College in Pasadena, der University of Illinois, des Rockford College, bevor er 1948 Professor am Central College in Little Rock wurde.

## Werke (Auswahl)
- Wesen und Wert: Grundlegung einer Philosophie des Daseins, 2 Bände, Berlin 1925
- Der Geiz als Wurzel der heutigen „faustisch-dynamischen“ Kultur, Berlin 1931
- Philosophie und Politik, Zürich 1938 (Digitalisat)
- Psychologie: Wesen und Wirklichkeit der Seele, Leiden 1938